# Desa Kradenan (administrativ by i Indonesien, Jawa Timur, lat -8,47, long 114,24)
Desa Kradenan är en administrativ by i Indonesien.   Den ligger i provinsen Jawa Timur, i den sydvästra delen av landet, 800 km öster om huvudstaden Jakarta.